# Благовест (1928)
„Благовест“ (на сръбски: „Blagovest“) е сръбски вестник, излизащ от 1928 година в Скопие, като издание на Скопската католическа епископия, а от 1946 година в Белград, като издание на Белградската католическа архиепископия.

## История

### В Скопие
Вестникът е основан от скопския епископ Янез Франчишек Гнидовец, скопския йезуитски пастор Франьо Ямбрекович и провинциалния отец Прешерн. Първият брой излиза преди Великден 1928 година. Отпечатан в 500 екземпляра, има четири страници и е изпратен на всички верни в епархията. Уводната му статия е написана от асистента на пастор Ямбрекович – отец Букович. Вторият брой излиза през април 1928 година и в него е отпечатана биография на блажената Озана Которска. Албанските верни от епархията искат вестникът да публикува материали и на албански език. Това при политическото положение в кралството е невъзможно, но вестникът отпечатва стихотворение на албански. Тъй като във Вардарска Македония латиницата е практически непозната, голям брой статии са отпечатани на кирилица.
В 1934 година, съобразно с конкордата между Югославия и Светия престол, епископ Янез мести седалището си в Скопие, но йезуитите напускат града. Тогава по молба на епископ Янез редакцията на вестника е оглавена от новия капелан на Скопие Алойз Турк и в нея влизат монсеньор Кордин, директорът на Призренската семинария Бранко Дорчич и яневският пастор Виктор Закрайшек. Съдържанието на вестника е разширено и основната му мисия става да укрепва католическата вяра у верните в некатолическа среда, като същевременно работи за братски отношения между общностите. Печата се ръчно първоначално в печатницата на Дмитриевич, а по-късно в Битоля. Тиражът му стига до 2500 броя.
При нападението на Германия над Югославия на 6 април 1941 година отец Турк е мобилизиран. Априлският брой изгаря в сградата на епископията, ударена от бомба в същия ден. По време на българското управление в областта (1941 – 1944) вестникът не излиза.

### В Ниш
След войната вестникът е възстановен, но тъй като печатните капацитети в Скопие са изцяло заети с производство на литература на новоизкования македонски литературен език, първият следвоенен брой излиза през март 1946 година в Ниш, където излизат и следващите три броя. Главен редактор е отново Алойз Турк, а в редакцията влизат монсеньор Виктор Закрайшек, д-р Янез Йенко и д-р Милорад Аврамович. Повечето от статиите във възстановения вестник са на кирилица. Уводната статия на първия брой след възстановяването „След военната пауза“ е на епископ Смилян Скопски.

### В Белград
През 1946 година вестникът се мести в Белград, където публикуването и редактирането е поето от консултора на архиепархията д-р Янез Йенко. За доста години вестникът е единственият религиозен седмичник в Югославия. Редакцията започва да публикува първия катехизъм и молитвеници на сръбски, хърватски, словенски и македонски литературен език. В 1972 година редакцията публикува песнопойка „Благовест“ с песни на хърватски и словенски, народни песни и кратък молитвеник. След като д-р Янез Йенко става апостолически администратор на Словенското приморие, главен редактор става отново Алойз Турк вече като белградски архиепископ.
Декември 1984 година, малко преди отпътуването на Турк от Белград, вестникът е спрян, но на Коледа 1987 година е възстановен от тогавашния архиепископ монсеньор Франц Перко с главен редактор д-р Марко Чолич и редактори отец Звонко Блашко, брат Леополд Рохмес и Степан Баришич. Вестникът е отворен към много нови движение в католическата църква и отделя голямо внимание и на икуменическото движение.